# Les Travailleurs de la mer (film, 1918)
Pour plus de détails, voir Fiche technique et Distribution.
Les Travailleurs de la mer est un film muet français réalisé par André Antoine et Léonard Antoine, sorti en 1918. 
Ce court métrage est une adaptation du roman de Victor Hugo : Les Travailleurs de la mer, écrit à Hauteville House durant l'exil du poète dans l'île anglo-normande de Guernesey et publié en 1866.

## Synopsis
Entre le documentaire et la fiction romanesque, ce film évoque le milieu des pêcheurs, d'après le roman de Victor Hugo, Les Travailleurs de la mer, en se centrant sur le personnage du pêcheur Gilliatt, amoureux de Déruchette

## Fiche technique
- Titre original : Les Travailleurs de la mer
- Réalisation : André Antoine et Léonard Antoine
- Assistants à la réalisation : Georges Denola et Julien Duvivier
- Scénario : Léonard Antoine d'après le roman de Victor Hugo, Les Travailleurs de la mer (1866)
- Photographie : René Guichard, Paul Castanet
- Directeur de production : Borely
- Société de production : Société cinématographique des auteurs et gens de lettres (SCAGL)[2]
- Pays d'origine :  France
- Langue : film muet avec les intertitres
- Format : Noir et blanc — 35 mm — 1,33:1 — Muet
- Métrage : 2 160 mètres
- Genre : Film dramatique
- Durée : 92 minutes (1 h 32)
- Dates de sortie : 
  -  France : 8 février 1918[2]

## Distribution
- Romuald Joubé : Gilliatt
- Armand Tallier : Ebenezer, le jeune vicaire
- Marc Gérard : Sieur Clubin
- Charles Mosnier : Mess Lethierry
- Andrée Brabant : Déruchette, sa fille
- Clément Liezer : Rantaine
- Max Florr : Tangrouille
- Joe Hard : Imbrancam
- Mlle Verthuys[Note 1] : Grâce
- Philippe Garnier : le révérend
- Mlle Liener : Douce